# Katunayake
Katunayake (singhalesisch: කටුනායක, tamilisch: கட்டுநாயக்க) ist ein Vorort von Negombo an der Westküste Sri Lankas etwa 30 km nördlich der Hauptstadt Colombo. Mit knapp 61.000 Einwohnern zählt sie zu den größten im Gampaha-Distrikt.
Hier befindet sich mit dem Bandaranaike International Airport der größte internationale Flughafen des Landes, der sowohl Sitz der SriLankan Airlines als auch 2001 (Zivilbereich) und 2007 (Militärbereich) Angriffsziel der als terroristische Organisation eingestuften tamilischen Befreiungskämpfern LTTE war. 
Die sog. Export Promotion Zone ist Freihandelszone.
Auf der Militärbasis sind vier MiGs stationiert.